# 安藤日出男
安藤 日出男（あんどう ひでお、1927年8月3日 - 2002年3月20日）は、日本の脚本家。

## 来歴
東京出身。東京大学卒業。2002年3月20日、肝硬変のため東京都文京区の病院で死去。

## 参加作品

### 映画
- 母笛子笛 (1955年) [5]
- からっ風野郎 (1960年) [5]
- 遠い一つの道 (1960年) [5]
- 夜の傾斜 (1962年) [5]
- 視界ゼロの脱出 (1963年) [5]
- 国際秘密警察　虎の牙  (1964年) [5]
- 検事霧島三郎 (1964年) [5]
- 国際秘密警察　鍵の鍵 (1965年) [5]
- 二匹の用心棒 (1968年) [5]

## 著書

### 小説
- 『幻の空母信濃』朝日ソノラマ 1987